# تبرک علیا
تبرک علیا روستایی  در شهرستان کوهرنگ، بخش بازفت، استان چهارمحال و بختیاری است.
اهالی این روستا از طایفه موری ایل بختیاری می‌باشند.که اکثراً از دو فامیل از  تیره اسوند اسدی حسنوند  و قاسمی قاسموند
اکثر مردم این روستا کار کشاورزی و دامداری می‌باشد.
نام روستا از تبر گرفته شده تبرک به معنای تبر کوچک که مردم قدیم این روستا برای آوردن هیزم همگی دارای تبرهای کوچکی بودند و به همین دلیل تبرک خوانده می‌شود. تبرک خود شامل چند روستا میباشد تبرک علیا،تبرک سفلی،دم تنگ تبرک،چم غریب تبرکو قلعه تبرک
و همه به نام تبرک خوانده میشوند
روستای تبرک علیا به تیک نیز معروف می‌باشد.